# Св. св. Кирик и Юлита (Валовища)
„Свети Кирик и Юлита“ (на гръцки: Ιερά Μονή Αγίων Κηρύκου και Ιουλίτης) е православен женски манастир в град Валовища (Сидирокастро), Егейска Македония, Гърция, част от Валовищката епархия.
Манастирът е разположен на хълм североизточно от града. Основан е в 1968 година от митрополит Йоан Валовищки. Преди ръкополагането му за валовищки митрополит, Йоан служи на Самос, където култът към мъчениците Кирик и Юлита е силен и той решава да го утвърди и в поверената му епархия. Католиконът е вътре в манастира, а отвън има втора голяма църква, до която е гробът на митрополит Йоан.